# Kaiga Murakoshi
Kaiga Murakoshi (jap. 村越 凱光, Murakoshi Kaiga; * 7. Oktober 2001 in der Präfektur Kanagawa) ist ein japanischer Fußballspieler.

## Karriere
Kaiga Murakoshi erlernte das Fußballspielen in der Schulmannschaft der Iizuka High School. Seinen ersten Profivertrag unterschrieb er Anfang 2020 bei Matsumoto Yamaga FC. Der Verein aus Matsumoto spielte in der zweiten japanischen Liga, der J2 League. Sein Zweitligadebüt gab er am 6. Dezember 2020 im Heimspiel gegen Albirex Niigata. Hier wurde er in der letzten Minute für Ryō Takahashi eingewechselt. Nach Ende der Saison 2021 belegte er mit dem Verein aus Matsumoto den letzten Tabellenplatz und musste in die dritte Liga absteigen. Nach der Hinrunde 2022 wechselte er bis Saisonende auf Leihbasis zum Viertligisten ReinMeer Aomori FC. Für den Klub aus Aomori bestritt er 16 Viertligaspiele. Nach der Ausleihe kehrte er zu Matsumoto zurück.